# Wilga żółtawa
Wilga żółtawa (Oriolus isabellae) – gatunek ptaka z rodziny wilgowatych (Oriolidae). Monotypowy, krytycznie zagrożony wyginięciem.

## Występowanie
Wilga żółtawa występuje endemicznie na wyspie Luzon na Filipinach. Jej stanowiska znajdują się w północno-wschodniej części wyspy (prowincje Cagayan, Isabela i Quirino); w południowo-zachodniej części wyspy (prowincja Bataan) prawdopodobnie wymarła, nie obserwowano jej tam bowiem od 1947.
Zamieszkuje lasy, zwłaszcza gęste lasy bambusowe, a także ich obrzeża. Zwykle przebywa w koronach drzew i środkowym piętrze lasu. Spotykana w przedziale wysokości 50–440 m n.p.m. Wydaje się tolerować lasy wtórne.

## Morfologia
Ptak średniej wielkości, długość ciała wynosi przeciętnie 20 centymetrów. Głowa i grzbiet oliwkowozielone, skrzydła oliwkowobrązowe, brzuch i klatka piersiowa żółte. Wilga żółtawa ma ponadto duży, masywny, ciemnoszary dziób, ciemnoczerwone oczy i ciemnoszare nogi.

## Status
IUCN od 2005 uznaje wilgę żółtawą za gatunek krytycznie zagrożony (CR, Critically Endangered); wcześniej, od 2000 klasyfikowano ją jako gatunek zagrożony (EN, Endangered), a od 1994 jako gatunek krytycznie zagrożony (CR). Populacja tego gatunku (wynosząca szacunkowo od 50 do 249 osobników) gwałtownie się zmniejsza z powodu systematycznej utraty areału lęgowego, którego powierzchnia wynosi obecnie około 8900 km². 